# Marie-Chantal Depetris-Demaille
Marie-Chantal Gabrielle Depetris-Demaille (ur. 17 grudnia 1941 w Saint-Fraimbault, zm. 18 lutego 2025 w Awinionie) – francuska florecistka, trzykrotna medalistka mistrzostw świata.
Podczas mistrzostw świata w Moskwie w 1966 roku Francuzki w składzie: Marie-Chantal Depetris-Demaille, Brigitte Gapais, Claudette Herbster-Josland, Annick Level i Catherine Rousselet-Ceretti wywalczyły brązowy medal w turnieju drużynowym. Wynik ten powtórzyły na mistrzostwach świata w Ankarze (1970). Ponadto wywalczyła złoty medal w turnieju indywidualnym na mistrzostwach świata w Wiedniu (1971). Na podium wyprzedziła Węgierkę Ildikó Rejtö i Rumunkę Anę Pascu.
Na igrzyskach olimpijskich w Tokio w 1964 roku była szósta w zawodach drużynowych. Na rozgrywanych cztery lata później igrzyskach olimpijskich w Meksyku była czwarta drużynowo, a indywidualnie zajęła dziewiąte miejsce. Brała też udział w igrzyskach olimpijskich w Monachium w 1972 roku, zajmując indywidualnie czwarte miejsce. W rundzie finałowej wygrała trzy z pięciu pojedynków; rywalizację o miejsce na podium przegrała z Galiną Gorochową z ZSRR bilansem trafień. W turnieju drużynowym była tym razem szósta.
Zmarła 18 lutego 2025 roku, miała 83 lata.